# A2 (Italië)
Traject A2dirNA onderaan de pagina
De A2 of Autostrada 2 (Autostrada del Mediterraneo) is een autosnelweg in Italië van Fisciano, circa 10 kilometer ten noorden van Salerno, naar Reggio Calabria. Tot 2017 had de autosnelweg tussen Napels, Salerno en Reggio Calabria het wegnummer A3. De A3 tussen Salerno en Reggio Calabria kreeg de nieuwe naam Autostrada del Mediterraneo en werd omgenummerd in A2. Ook een gedeelte van de RA 2 tussen Fisciano en Salerno kreeg het nummer A2.

## Voormalig wegnummer A2 (1962-1988)
Het wegnummer A2 of Autostrada 2 (Autosnelweg 2) bestond vroeger tussen Rome en Napels en maakte deel uit van de Autostrada del Sole. Sinds 1988 is het mogelijk om rechtstreeks van Milaan naar Napels te rijden via een omlegging, zonder over de ringweg van Rome te moeten rijden. Na de opening van de omlegging werd de oude A2 omgenummerd in A1.